# ناحية المجد
قضاء المجد قضاء في محافظة المثنى بجنوب العراق مساحته 145 كيلومتراً مربعاً، يقدر عدد سكانها بأكثر من 40 الف نسمة حسب تقديرات عام 2011 وتتميز بالاراضي الزراعية الخصبة، يقسمها نهر الفرات الى صوبين صوب ام العگف و صوب مركز القضاء.

## تاريخ القضاء
كانت المجد قرية وصارت مركزاً لناحية أُسّست سنة 1971م، كان جميع سكان قرية المجد من المزارعين وبعد تأسيس الناحية زادة عدد سكان الناحية وبلغ عام 2002 بحوالي 20 ألف نسمة وفي عام 2006م بلغ 26 الف وفي عام 2009م بحوالي 36 الف نسمة وفي عام 2011 بلغ حوالي 40 الف نسمة ويسكن الناحية العديد من القبائل العرببة التي تسكن جنوب العراق.